# Lijst van voormalige tuberculose-sanatoria in Nederland
Dit is een lijst van voormalige tuberculose-sanatoria in Nederland. De lijst omvat de complexen waar op enig ogenblik exclusief tuberculose werd behandeld. Op de eerste lijst staan de sanatoria voor langdurige opname. De tweede lijst omvat de zogenaamde dag- of nachtsanatoria, waar tuberculose-lijders enkel overdag of 's nachts verbleven. Bij sanatoria waarbij het onduidelijk is of het om een dag-/nachtsanatorium gaat of om een sanatorium voor langdurige opname, zijn ze opgenomen op de eerste lijst.
Alle sanatoria werden door een veranderende behandelmethode en de daarmee samenhangende afname van het aantal besmettingen gesloten. Indien bekend is dan ook aangegeven wanneer er gestopt is met de (exclusieve) tbc-zorg. Ook staat bij ieder sanatorium aangegeven wat de huidige bestemming is van het gebouw of wanneer het gesloopt is (indien bekend).

## Sanatoria
| Plaats           | Naam                                                        | Locatie                  | Opening                    | Einde            | Huidige situatie                      | Architect | Soort en/of doelgroep                                                                                         | Exploitant |
| ---------------- | ----------------------------------------------------------- | ------------------------ | -------------------------- | ---------------- | ------------------------------------- | --- | --- | --- |
| Almen            | P.W. Janssen Ziekenhuis                                     | Ehzerallee               | 1921                       | 1967             | Hotel                                 | George Nicolaas Itz | | |
| Apeldoorn        | Berg en Bosch                                               | Soerenseweg              | 1920                       | 1933             | Gesloopt (1933)                       | Alexander Kropholler | Rooms-katholiek                                                                                               | Herwonnen Levenskracht |
| Appelscha        | Friesch Volkssanatorium                                     | Sanatoriumweg            | 1922                       | 1963             | Gesloopt (m.u.v. laboratorium-gebouw) | Melle Oenes Meek | | Vereniging tot oprichting en exploitatie van een Friesch Volksanatorium |
| Bakel            | St. Jozefsheil                                              | Roessel 3                | 1951                       |                  | Verpleeghuis, revalidatie, dementie   | Willem Maas en Frans van Eekeren Herman van Balen, F.J. Wiegerinck en Frans van Eekeren (gebouw personeel 1953)                                | Kinderen en volwassenen                                                                                       | Stichting Sint Jozefsheil |
| Beek             | Kalorama                                                    | Nieuwe Holleweg          | 1920                       | 1958             | Gesloopt (1959)                       | | Mannen van alle leeftijden en gezindten                                                                       | |
| Beekbergen       | Sanatorium Beekbergen                                       | Loenenseweg              | 1910                       | 1959             | Verpleeghuis                          | Johannes van Nieukerken, Marie Adrianus van Nieukerken en Johan van Nieukerken Jan Gradus Mensink en Pieter Koenraad Mensink (verbouwing 1952) | Aanvankelijk een sanatorium voor het hele gezin, later een sanatorium voor m.n. Rotterdamse mannen en vrouwen | Naamloze vennootschap Sanatorium Beekbergen |
| Bemmel           | Wilhelminapaviljoen                                         | Markt                    | 1922                       |                  | Gesloopt (ca. 1960)                   | Adrianus Wilhelmus van 't Hullenaar | Vrouwen | St. Liduina-vereeniging |
| Bilthoven        | Berg en Bosch                                               | Professor Bronkhorstlaan | 1933                       | 1962             | Medisch bedrijventerrein              | Bernardus Joannes Koldewey en Kees van Moorsel                                                                                                 | Rooms-katholiek                                                                                               | Herwonnen Levenskracht |
| Blaricum         | Hoog Laren                                                  | Rijksstraatweg           | 1903                       | Jaren 1950       | Gesloopt (1986)                       | Eduard Cuypers | Mensen uit Amsterdam                                                                                          | Vereniging Amsterdamsch Sanatorium voor Borstlijders |
| Breda            | De Klokkenberg                                              | Galderseweg              | 1954                       | 1970             | Woningen                              | Kees de Bever en Kees van Moorsel | | |
| Bredevoort       | Sint Bernardus                                              | Het Zand                 |                            | 1933             |                                       | Bestaande bouw | Rooms-Katholiek                                                                                               | R.K. Sanatorium St. Bernardus Gesticht |
| Delft            | Dag en Nachtverblijf Vanaf 1931: Groene Kruis Sanatorium    | Koepoortstraat           | 1925                       | Begin jaren 1960 | Gesloopt                              | Maurits Theodorus Elout (oorspronkelijke gebouw) C.H. Kalis (consultatiebureau)                                                                | M.n. mensen uit Delft                                                                                         | Zuid Hollandse vereeniging Het Groene Kruis |
| Doorn            | Dennenoord                                                  |                          | 1901                       |                  |                                       | | | |
| Doorn            | Huis ter Drift                                              |                          | 1912 (of eerder)           | Begin jaren 1950 | Gesloopt                              | | Kinderen, m.n. uit Den Haag                                                                                   | ’s-Gravenhaagsche Vereeniging tot bestrijding der Tuberculose |
| Doorn            | Middenbosch                                                 |                          | 1908                       |                  |                                       | | | |
| Doorn            | Woudhuis                                                    |                          | 1907 (of eerder)           | 1939 (of later)  |                                       | | Kinderen | |
| Duizel           | Hei en Dennen                                               |                          | 1907                       |                  |                                       | | | |
| Eersel           | St. Jacobus gesticht                                        |                          |                            |                  |                                       | | Rooms-Katholiek                                                                                               | |
| Eerbeek          | Sanatorium Eerbeek                                          | Doonweg 7                | 1922                       | 1951             | Woning                                | Everwijn Verschuyl | Grafici | Vereeniging tot bevordering der gezondheid in de grafische vakken in Nederland |
| Gennep           | Maria-oord                                                  | Stiemensweg              | 1918                       | 1944             | Gesloopt                              | | Vrouwen | |
| Groesbeek        | Dekkerswald                                                 | Nijmeegsebaan 31         | 1913                       | 1964             | Ziekenhuis                            | Eduard Cuypers | | Stichting van Rooms-Katholieke Herstellingsoorden voor Longlijders en Zwakke Kinderen                                                                                             |
| Den Haag         | De Lighallen                                                | Doorniksestraat          | 1907                       | 1964             |                                       | Hendrik Vredenrijk Gerretsen (verbouwing 1939/1940)                                                                                            | | 's-Gravenhaagsche Vereeniging tot bestrijding der Tuberculose Vanaf 1945: Stichting Haagsch Noodsanatorium Vanaf 1949: Stichting Haagsch Sanatorium                               |
| Harderwijk       | Piusgesticht                                                | Bruggestraat             | 1919                       |                  |                                       | | Mannen, vrouwen en kinderen van alle gezindten                                                                | |
| Harderwijk       | Sonnevanck                                                  | Leuvenumseweg            | 1908                       | 1958             | Gesloopt                              | Hendrik Jan Tiemens | | Vereniging tot Christelijk Hulpbetoon aan Tuberculoselijders |
| Hellendoorn      | Volkssanatorium Hellendoorn                                 | Sanatoriumlaan           | 1902                       | 1974             |                                       | | | Vereeniging tot Oprichting en Exploitatie van Volkssanatoria voor borstlijders in Nederland                                                                                       |
| Hilversum        | Sanatorium Hilversum                                        | Soestdijkerstraatweg     | 1920                       | 1961             | Gesloopt (1969)                       | Everwijn Verschuyl & Zn. (verbouwing 1931) | Vrouwen | Hilversumsche Vereeniging tot bestrijding der Tuberculose |
| Hilversum        | Zonnestraal                                                 | Loosdrechtse Bos         | 1928                       | 1957             |                                       | Jan Duiker | | Algemene Nederlandse Diamantbewerkersbond |
| Hoek van Holland | Zeehospitium St. Jozef                                      |                          | 1934                       | 1963             |                                       | Marinus Jacobus Leonardus Gadron (uitbreiding 1953)                                                                                            | Kinderen | R.K. Vereeniging tot uitzending van Zwakke en tuberculeuse patiënten St. Jozef |
| Horn             | Limburgsche Groene Kruis Sanatorium Vanaf 1934: Hornerheide | Hornerheide              | 1921                       | Jaren 1970       | Longcentrum Ciro                      | Th.J. Geerts | Mannen en vrouwen                                                                                             | R.K. Vereeniging Het Limburgsche Groene Kruis Vanaf 1934: Rooms-katholieke Stichting Gezond Limburg                                                                               |
| Katwijk          | Zeehospitium                                                | Drieplassenweg           | 1908                       |                  |                                       | Willem Molenbroek | Kinderen | Stichting Rotterdams Zeehospitium |
| Laren            | Hoog Blaricum                                               | Crailoseweg (Huizen)     | 1912                       | Jaren 1960       | Leegstand                             | Karel Muller | Kinderen | Vereniging Amsterdamsch Kindersanatorium |
| Laren            | Juliana-Oord                                                | Leemzeulder 29           | 1930                       | Circa 1957       | GGZ-instelling                        | Antonius Petrus van den Brink | | Vereeniging tot Behartiging van de Belangen van Nederlandsche lijders aan Been- en Gewrichtstuberculose                                                                           |
| Laren            | Nederlands Studenten Sanatorium                             | Naarderstraat            | 1947                       | 1965             |                                       | | | Stichting Het Nederlandse Studenten Sanatorium |
| Nunspeet         | Sanatorium Erica                                            | Ericaweg                 | 1904                       | 1953             | Verwoest (1944)                       | E.P.J. Smith | | Vanaf 1924: Vereeniging Zusterhulp |
| Oosterbeek       | Eikenhorst                                                  | Utrechtseweg             | 1931                       | 1932             |                                       | | | |
| Oostkapelle      | Sanatorium Zonneveld                                        |                          | 1909                       |                  |                                       | Koch | Kinderen | Zonneveld |
| Putten           | Huize Dennenhof                                             |                          | 1903                       | 1928 (of eerder) |                                       | | Mannen | |
| Renkum           | Oranje Nassau's Oord                                        | Boslaan (Wageningen)     | 1901                       | Jaren 1970       | Verpleeghuis                          | Eduard Cuypers | | Stichting Oranje Nassau-oord (Later: Vereeniging tot het oprichten en instandhouden van Herstellingsoorden voor Handels- en Kantoorbedienden, Handelsreizigers en Handelsagenten) |
| Rosmalen         | Maria-oord                                                  |                          | 1945                       |                  |                                       | | | Groene Kruis |
| Scheveningen     | Sophia-stichting                                            | Gevers Deynootweg        | 1880 (vanaf 1904 voor TBC) |                  |                                       | | | |
| Sint-Oedenrode   | St. Odagesticht                                             | Deken van Erpstraat      | 1908                       |                  |                                       | | Vrouwen, Rooms-Katholiek                                                                                      | |
| Soest            | Zonnegloren                                                 | Soesterbergsestraat      | 1927                       | 1963             | Gesloopt (2000)                       | Hermann Friedrich Mertens | | Christelijke Vereeniging tot Oprichting en Instandhouding van Sanatoria voor Lijders aan Tuberculose                                                                              |
| Son              | H. Hart van Jezus                                           |                          | 1919                       | 1957             | Gesloopt (1985)                       | Louis Kooken | Kinderen, mannen en vrouwen, m.n. Rooms-Katholieken                                                           | |
| Wijk aan Zee     | Heliomare                                                   |                          | 1931                       | 1958             |                                       | A. Bruning | Kinderen, met openluchtschool                                                                                 | R.K. Vereeniging tot oprichting en instandhouding van R.K. herstellingsoorden voor longlijders en zwakke kinderen                                                                 |
| Zandvoort        | Clara-stichting                                             | Max Euwestraat           | 1913                       | 1957             | Gesloopt (1986)                       | Willem Leliman | Kinderen, m.n. Joods                                                                                          | Clara-stichting |
| Zevenaar         | Emma-paviljoen                                              | Didamseweg               | 1924                       | 1965             |                                       | | | |
| Venlo            | Maria Auxiliatrix                                           | Auxiliatrixweg 31        | 1922                       | 1960             | Gesloopt (2017)                       | | Kinderen en vrouwen (tot 30 jaar), m.n. Rooms-Katholieken                                                     | Vereniging R.K. Herstellingsoord voor longlijders |

## Dag- en nachtsanatoria
| Plaats      | Naam                                                 | Locatie               | Opening | Einde | Huidige situatie | Architect                                      | Soort en/of doelgroep                                      | Exploitant                                                   |
| ----------- | ---------------------------------------------------- | --------------------- | ------- | ----- | ---------------- | ---------------------------------------------- | ---------------------------------------------------------- | ------------------------------------------------------------ |
| Almelo      | Dagsanatorium                                        | De Bolkshoek, Borne   | 1922    | 1931  |                  | Jan Vixseboxse                                 | Dagsanatorium                                              |                                                              |
| Amersfoort  | De Lighallen                                         | Bloemweg              | 1916    | 1937  |                  |                                                | Dagsanatorium                                              | Vereeniging tot bestrijding der tuberculose te Amersfoort    |
| Amsterdam   | Dagsanatorium Beatrixoord, later algemeen ziekenhuis | Oosterpark            | 1923    | 1976  | Gesloopt         |                                                | Dagsanatorium voor kinderen                                |                                                              |
| Apeldoorn   | Dr. van Seventer Sanatorium                          | Egerlaan              | 1925    | 1955  | Ateliers         | G.W. van den Beld                              | Aanvankelijk dagsanatorium, vanaf 1932 ook nachtsanatorium | Apeldoornsche Vereeniging tot bestrijding der tuberculose    |
| Arnhem      | Dagsanatorium                                        | Thomas a Kempislaan   | 1909    |       |                  |                                                | Dagsanatorium                                              | Vereeniging tot bestrijding der tuberculose te Arnhem        |
| Bloemendaal | Brederodeduin                                        | Bergweg 4-10          | 1927    | 1966  |                  | Harm Korringa                                  | Dag- en nachtsanatorium                                    | Vereeniging ter bestrijding der tuberculose te Haarlem       |
| Bolsward    | Groene kruis                                         |                       | 1910    |       |                  | De Boer                                        | Dagsanatorium                                              | Groene Kruis                                                 |
| Breda       | Dagsanatorium                                        |                       |         |       |                  |                                                | Dagsanatorium                                              |                                                              |
| Culemborg   | Dagsanatorium St. Barbaragesticht                    |                       | 1923    |       |                  |                                                | Rooms-katholiek dagsanatorium                              |                                                              |
| Deventer    | Dagsanatorium                                        | Spijkerpad            | 1908    |       |                  |                                                | Dagsanatorium                                              | Vereeniging tot bestrijding der tuberculose te Deventer      |
| Enschede    | Bruggerbosch                                         | Gronausestraat 752    | 1923    |       | Gesloopt (1970)  | Willem Karel de Wijs (bouw nachtverblijf 1930) | Aanvankelijk dagsanatorium, vanaf 1930 ook nachtsanatorium | Enschedesche Vereeniging tot bestrijding der tuberculose     |
| Gorssel     | Dagsanatorium De Dennenhof                           |                       | 1924    |       |                  |                                                | Dagsanatorium voor vrouwen en kinderen                     | Zutphensche Vereeniging tot bestrijding der tuberculose      |
| Gouda       | Dagsanatorium                                        |                       | 1920    |       |                  |                                                | Dagsanatorium                                              |                                                              |
| Groningen   | Rustlust                                             | Coendersweg           | 1922    |       |                  |                                                | Dagsanatorium met buitenschool (vanaf 1930)                |                                                              |
| Harlingen   | Groene Kruis                                         |                       | 1910    |       |                  |                                                | Dagsanatorium                                              | Groene Kruis                                                 |
| Hengelo     | Het Weusthag                                         |                       | 1915    | 1937  | Woonhuis         | Jacob van der Goot                             | Dagsanatorium voor mannen, vrouwen en kinderen             | Vereeniging tot bestrijding der tuberculose te Hengelo       |
| Herfte      | Dagsanatorium Herfte                                 | Herfterlaan           | 1922    |       |                  | Lourens Krook                                  | Dagsanatorium met buitenschool (vanaf 1932)                | Zwolsche Vereeniging tot Bestrijding der Tuberculose         |
| Lochem      | Dagsanatorium                                        |                       | 1920    |       |                  |                                                | Dagsanatorium                                              | Tuberculose-Vereeniging Lochem                               |
| Nijmegen    | Dag- en Nachtverblijf                                | Sint Annastraat       | 1923    |       |                  |                                                | Dag- en nachtsanatorium voor vrouwen en kinderen           | Vereeniging ter bestrijding der tuberculose in Nijmegen      |
| Oldenzaal   | Dagsanatorium                                        | Het Beernink          | 1929    |       |                  | Clemens Hardeman                               | Dagsanatorium                                              | Vereeniging ter bestrijding der tuberculose in Oldenzaal     |
| Rijssen     | Dagsanatorium Rijssen                                | Oosterhofweg 250      | 1914    | 1950  |                  |                                                | Dagsanatorium                                              |                                                              |
| Rotterdam   | Lighallen Rozenburg                                  |                       | 1904    |       |                  |                                                | Dagsanatorium                                              |                                                              |
| Schoonhoven | Dagsanatorium                                        | Nieuwe Singel         | 1926    |       |                  |                                                | Dagsanatorium                                              | R.K. vereeniging tot bestrijding der tuberculose St. Ludwina |
| Schoten     | Dagsanatorium                                        | Schoterweg            | 1906    | 1927  |                  |                                                | Dagsanatorium                                              | Haarlemsche Vereeniging tot bestrijding der tuberculose      |
| Tilburg     | Lighallen                                            | Dongenseweg           | 1914    |       |                  | Jan van der Valk                               |                                                            |                                                              |
| Utrecht     | Utrechtse Dagverblijven                              | Ferdinand Bolstraat   |         |       |                  |                                                | Dagsanatorium                                              | Vereniging Utrechtse Dagverblijven                           |
| Vlaardingen | Koningin Emmarusthuis                                |                       | 1934    |       |                  |                                                | Dagsanatorium                                              |                                                              |
| Winterswijk | Veneslat                                             | Bredevoortsestraatweg | 1912    |       |                  |                                                | Dagsanatorium voor kinderen                                | Vereeniging tot bestrijding der tuberculose te Winterswijk   |